# Cirriformia nasuta
Cirriformia nasuta är en ringmaskart som först beskrevs av Ehlers 1897.  Cirriformia nasuta ingår i släktet Cirriformia och familjen Cirratulidae. Inga underarter finns listade i Catalogue of Life.